# Hriňová
Hriňová es un municipio del distrito de Detva en la región de Banská Bystrica, Eslovaquia, con una población estimada a final del año 2024 de 6931 habitantes.
Se encuentra ubicado en el centro de la región, sobre los montes Centrales Eslovacos (Cárpatos occidentales) y a poca distancia al sur del río Hron —un afluente izquierdo del Danubio—.

## Demografía
| Año        | 1994 | 2004    | 2014    | 2024    |
| ---------- | ---- | ------- | ------- | ------- |
| Población  | 8574 | 8096    | 7654    | 6931    |
| Diferencia |      | −5,57 % | −5,45 % | −9,44 % |

| Año        | 2023 | 2024    |
| ---------- | ---- | ------- |
| Población  | 7023 | 6931    |
| Diferencia |      | −1,30 % |